# 美学
美學（英語：aesthetics），或依原意可譯作感覺學，是以對美的本質及其意義的研究爲主題的學科，乃哲學其中一個重要分支。
歐洲的美學概念的詞語來源於希臘語：，最初的意義是“對感觀的感受”。由德國哲學家亞歷山大·鮑姆加登首次使用的。他的《美學》一書的出版標誌了美學作爲一門獨立學科的產生。
直到19世紀，美學在傳統古典藝術的概念中通常被被定義爲研究“美”（德語：Schönheit）的學說。現代哲學將美學定義爲認識藝術，科學，設計和哲學中認知感覺的理論和哲學。一個客體的美學價值並不是簡單的被定義爲“美”和“醜”，而是去認識客體的類型和本質。
“美学”一词（Aesthetics）源自希腊语“αἰσθητικός”，意为美学的、敏感的、感性的，是一个用于修饰感觉、知觉的形容词。这一核心意义被认为最早在1712年由记者约瑟夫·艾迪生在《旁观者》杂志上发表的“想象的乐趣”系列文章中提出。1735年，鮑姆加登在他的论文《对诗的哲思》中化用了这一概念，强调对（诗歌）艺术的体会即为感知美的一种方式。

## 词源
“美学”一词（Aesthetics）源自希腊语“αἰσθητικός”，意为美学的、敏感的、感性的，是一个用于修饰感觉、知觉的形容词。这一核心意义被认为最早在1712年由记者约瑟夫·艾迪生在《旁观者》杂志上发表的“想象的乐趣”系列文章中提出。1735年，亚历山大在他的论文《对诗的哲思》（拉丁語：Meditationes philosophicae de nonnullis ad poema pertinentibus）中化用了这一概念，强调对（诗歌）艺术的体会即为感知美的一种方式。鮑姆加登在其文段Aesthetica (1750)中对美学的定义被认为是现代美学的最早界定。

## “美學”的歷史
傳統美學的任務，是研究藝術作品作爲“美”的永恆的不變的標準。德國理想主義的形而上學美學被認爲是當時唯一標準的美學。在此條件下，發展出兩個分支：心理美學和美學。美學（感性）的認知在很長的時間被認爲是理性認知的對立面。這個觀點被現代的新觀點所取代，即這個對立面是不存在的，理性的認知是必然通過感性的認識過程而被認識的。
美學主要是研究審美，即心理學的分支學科。而美的對象，即自然美、藝術美、社會美等，無論是主觀，還是客觀的研究，都是經過人的感性、理性作用之後的結果。

## 美的定義
朱光潛把美分類為自然美和藝術美。所謂自然美就是常態，如擁有健全的身體，人們都稱之為「美」。若有耳聾、口吃的問題，這些都為缺陷，不是常態，故此使人覺得「醜」。而藝術美就是把自然加以藝術化，當中又可分為寫實主義和理想主義。自然美可以化為藝術醜，例如一個葫蘆符合常態，因此顯得很好看，這是自然美。然而如果把葫蘆亂畫一通，就使得葫蘆脫離常態，成為藝術醜；反之，一個長得很醜的葫蘆，經過大畫家的手藝描繪後，就成為一種藝術美。

## 美学的价值判断
美学研究的是审美主体对客体的情感反应。判断美学价值需要审美主体使用感官上的能力（味觉、触觉、听觉、视觉、味觉等）， 然而，审美判断活动又常常是超越感官层面的。
大卫·休谟认为，细致的审美活动的意义不仅仅在于识别审美对象中的每一个组成部分，而在于对痛苦和快乐都有同样敏锐的感知能力，这恰好是普罗大众所不具备的。
伊曼努尔·康德(1790年《判断批判》)认为，当感官获得满足时，审美主体便有享受、愉悦之感，从而得到美的享受。但判断某物为“美”却有第三个要求:对审美对象产生的愉悦感须通过深刻的思考，因为对美的判断不仅是是感官上的，还是感性而理智的。
故可以这样认为：美学造诣和品味的高低决定了观赏者诠释美的水平。 美学是美的哲学概念，而个人的品味是通过教育过程积累的，是审美主体越过良莠不齐的大众文化所萃取出的精英文化价值观。布迪厄研究了社会精英对审美价值进行定义的依据，比如品味，以及对此不同程度的接受如何导致阶级、文化背景和教育的差距。 康德认为，美是主观的、普遍的，因此，有些东西对每个人来说都是美丽的。
关于美学价值判断是否存在依据的讨论，隶属于哲学的分支---元美学。

## 审美活动的共性
哲学家丹尼斯·达顿指出了人类审美活动的六个共性，可根据对象分为两个方面：
对审美主体而言：1、审美主体应深谙所鉴赏物品的技艺，或对其有强烈的艺术感知能力。2、审美主体应非功利地进行审美活动、为艺术而艺术，而不是因为此种活动可以有“解决温饱问题”之类的实际效用。3、审美主体应辩证地审美。要重视对艺术作品的判断、欣赏和诠释。而对审美客体而言：
1、审美客体应有自成一派的风格。艺术作品、艺术表演中的各种要素可以琴瑟和鸣，达到和谐之美。
2、审美客体源自模仿。 以绘画为例，大多绘画作品（抽象画等特殊作品除外）是现存事物的美化和映射，都源于对世界经验的模仿（除了特殊的抽象画）。
3、审美客体应是别致的焦点。 艺术高于生活，是戏剧化的焦点。
而托马斯·赫什霍恩等艺术家指出了达顿所提出原则的局限性。
例如，赫希霍恩的装置作品刻意避开了精湛的技术，再如，文艺复兴时期的圣母像，虽然有时具有祭祀功能，也不妨碍人们从美学角度欣赏它，又如，杜尚的《喷泉》或约翰·凯奇的《4 ' 33″》中，构图也并未从现有的、可识别的风格出发。
此外，达顿的一些分类似乎过于宽泛: 物理学家在形成一个理论的过程中，可能会在他/她的想象中考虑假想的世界。
另一个问题是，达顿的分类试图使传统的欧洲美学和艺术观念普遍化，却忽视了一点：正如André马尔罗和其他人指出，在许多文化中，这种观念(包括“艺术”本身的观念)是不存在的。

## 分支
哲學美學、文藝美學、社會學美學、心理學美學（實驗美學、神經美學）、現代美學、生產美學、演化美學、應用美學、音樂美學、印度美學、數學美學、音樂美學

## 研究書目
- 朱光潛：《西方美學史》（北京：人民文學出版社，1979）。
- 宗白華：《藝境》（北京：北京大學出版社，1997）。
- 朱狄：《當代西方美學》（人民出版社，1984）[1]

1. ↑  《文学理论词典》，郑乃臧，唐再兴主编，第767页